# Gerda Eichhorn
Gerda Eichhorn (3. juni 1945– ) er politiker og tidligere landsformand for det danske mindretalsparti Sydslesvigsk Vælgerforening i Sydslesvig.
Gerda Eichhorn har siden 1969 været lærer på den danske skole i Sønder Brarup, hvor hun bor og har været kommunalbestyrelsesmedlem siden 1978. I perioden 1997–2005 var hun landsformand for SSW. I 2003 blev hun genvalgt med 97 ud af 109 stemmer på SSW's kongres. I alt sad hun i partiledelsen i 20 år. Hun blev afløst af Flemming Meyer som landsformand.
Gerda Eichhorn er gift og har to voksne børn. Som dansksindet sydslesviger har hun tysk statsborgerskab, men en dansk lærereksamen. Hun har endvidere virket som skolekonsulent for Dansk Skoleforening for Sydslesvig.